# Alexandre José Montanha

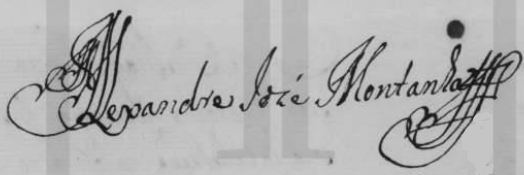
Firma de Alexandre José Montanha.

Alexandre José Montanha fue un ingeniero militar y cartógrafo portugués, y fue el primer urbanista, ingeniero, topógrafo y agrimensor de la Villa de Porto Alegre.
Enviado a Rio Grande do Sul fue responsable por el trazado inicial de Porto Alegre y de la primera medición de los lotes en ser distribuidos a los colonos azorianos, en 1772. Fue también responsable por el planeamiento urbano de la villa de Santo Amaro (Rio Gran do Sul). También construyó la primera iglesia principal de Porto Alegre, que en 1773 aún no tenía reboque, y era más bien modesta y pequeña. 
- Datos: Q8194958